# Kórós
Kórós is een plaats (község) en gemeente in het Hongaarse comitaat Baranya. Kórós telt 238 inwoners (2001).

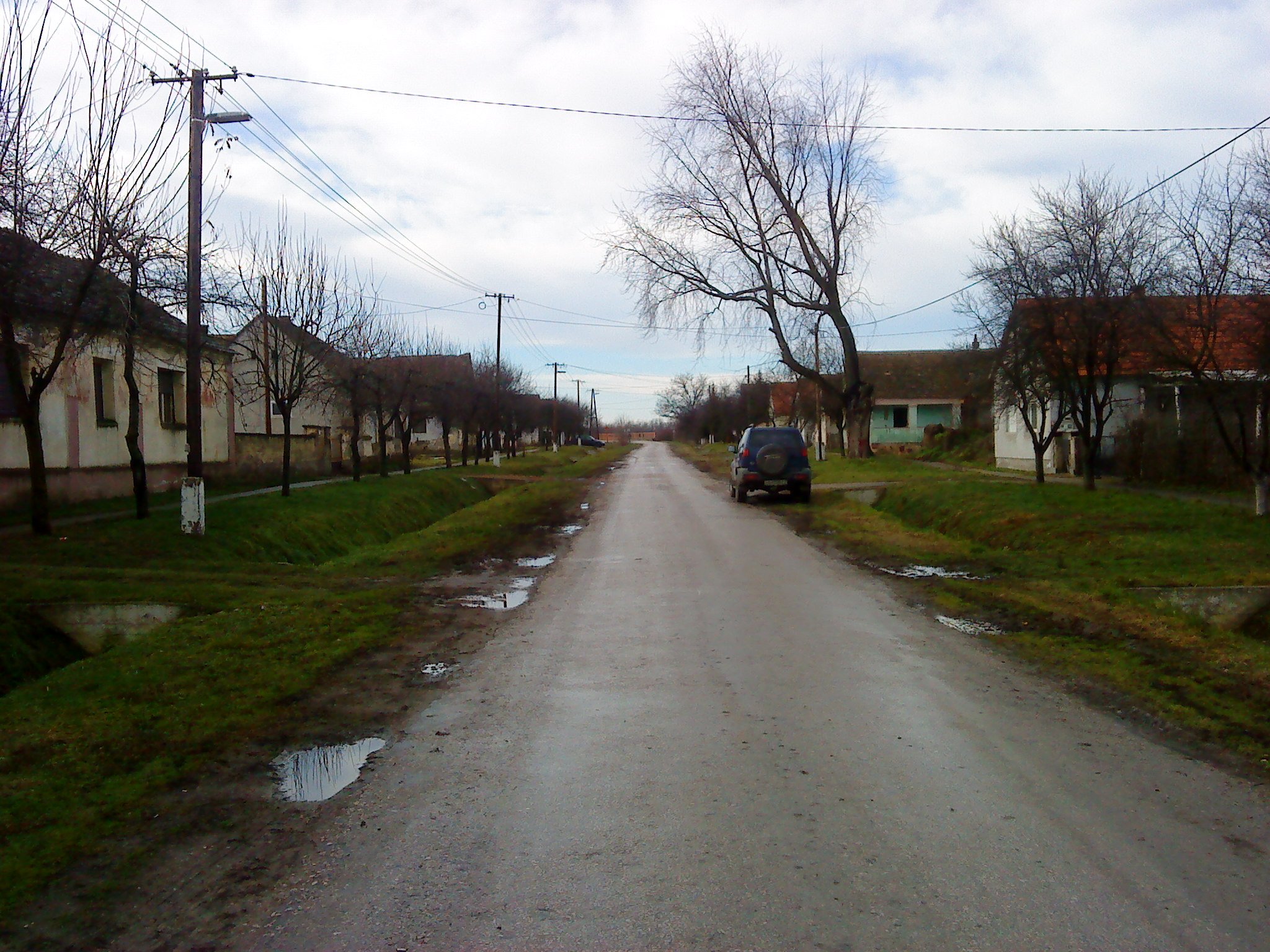
Straat in Kórós
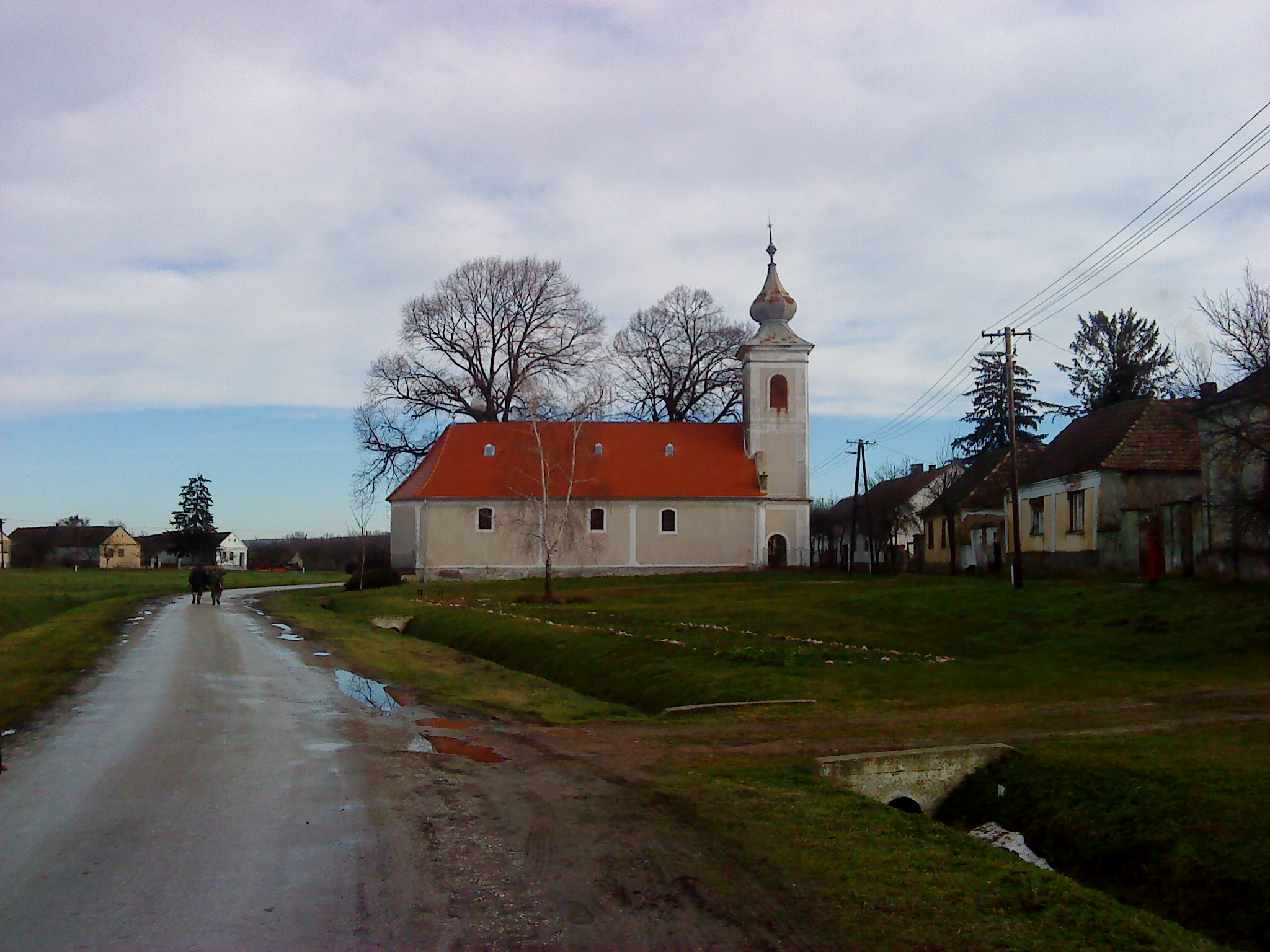
Protestantse kerk